# Bartolomeo Dotti
Simone Bartolomeo Dotti (Brescia, 1651 – Venezia, 28 gennaio 1713) è stato un poeta italiano.
La prima parte della sua produzione è lirica ed encomiastica, ed è tipica dell'ultima fase del marinismo, mentre i suoi ultimi componimenti sono satirici e fanno capo al movimento settecentesco dell'Arcadia, alla quale è affiliato con il nome di Viburno Megario. L'esatta data di nascita è stata fissata solo di recente. Lessici ed antologie riportano date discordanti, quasi sempre false: il Parnaso degli Italiani (Einaudi) il 1649; l'antologia Ricciardi dei marinisti riporta come date probabili il 1642 e il 1651; l'Onomasticon del Ferrari il 1651, ecc.

## Biografia

### La famiglia
Nacque da Pasquino e Ottavia Vinacesi. Suo nonno era il letterato ed erudito Fortunato Vinacesi. Suoi fratelli erano Raimondo, sacerdote, e Raffaele, avvocato. La famiglia era originaria della provincia di Brescia, forse di Erbusco; per lungo tempo si è creduto che lo stesso B. D. fosse nato in Valcamonica.
Si suppone che la famiglia avesse raggiunto un buon livello economico; infatti B. D. poté compiere, come il fratello Raffaele, gli studi giuridici.

### Esordi
Già molto giovane fu affiliato a numerose accademie: quella dei Faticosi di Milano, dei Dodonei e dei Pacifici di Venezia, degli Erranti di Brescia. I suoi esordi di poeta dovrebbero datare dal suo ingresso nell'accademia degli Erranti, dove ben presto trovò un rivale nel sottosegretario, Giovanni Battista Bottalini, con il quale si scambiò capitoli ingiuriosi. A questa circostanza è legata la prima delle numerosissime disgrazie che si abbatterono, nel corso degli anni, sull'iracondo poeta: infatti in uno dei componimenti scambiati col Bottalini si spinse ad offendere il protettore del rivale, il conte Cesare Martinengo, facendo illazioni circa sue eventuali relazioni adulterine.
Fatto segno alle ritorsioni dell'offeso conte, dovette lasciare Brescia. Scampato a Venezia, trovò qui protezione presso un funzionario veneziano il cui nome è rimasto ignoto, inviato della Repubblica a Zante. Solo in séguito ottenne il perdono del Martinengo, e poté tornare a Brescia.

### Primo soggiorno veneziano (1676-1681). LeOdi.
Il primo incarico importante lo ottenne nel 1676, quando fu creato nunzio bresciano a Venezia, città nella quale si sarebbe trattenuto in questa veste fino al 1681. A questo periodo risale il maggior numero delle Odi, componimenti dedicati a varie personalità di spicco (in special modo magistrati inviati come capi del popolo da Venezia a Brescia) e per la gran parte encomiastici. Rappresentante dell'ultima, e più "delirante", fase del barocco letterario, o barocchismo, B. D. può essere preso a simbolo di un'età di transito dall'impegno retorico secentista al disimpegno arcadico: fu proprio in séguito alla pessima ricezione della prima parte delle sue rime, cioè i Sonetti (1689), per cui fu fatto segno di offese e ritorsioni da parte degli stessi dedicatari dei componimenti, insofferenti e stanchi della turgida maniera barocca, che decise di non dare mai alle stampe le Odi (rimaste infatti manoscritte fino al 1997). L'intonazione generale di questo primo nucleo di componimenti encomiastici fa pensare che B. D. svolgesse anche attività diplomatica per via epistolare. Alcune delle Odi, nel corso del tempo, sarebbero state tuttavia stampate, o in opere altrui o su fogli volanti; ma talora contro la volontà dell'autore. In una lettera del 22 aprile 1693 all'amico erudito Giulio Antonio Gagliardi il D. accenna indispettito ad una di queste poche odi sfuggitegli di mano; un'ode, a suo dire,
Quello che segnò la brusca fine del suo primo periodo veneziano fu la propria personale ingerenza nelle conseguenze di un fatto di sangue: un bresciano, Zuane Melini, aveva ucciso un patrizio pure bresciano, Benedetto Chizzola, rifugiandosi poi a Venezia, in casa di un potente senatore. I parenti del nobiluomo, decisi a vendicarne la morte, si erano precipitati a Venezia, dove B. D. li aveva alloggiati in casa propria. In conseguenza del favoreggiamento, B. D. dovette lasciare i territori della Repubblica.

### Il soggiorno milanese (1681-1683)
Il 24 dicembre 1681 lo trovò a Milano. In teoria il soggiorno milanese doveva essere solo tappa di un viaggio che avrebbe dovuto condurlo in Germania; di fatto la sua permanenza nel capoluogo si protrasse per quasi due anni. Durante questo periodo contrasse relazione con Carlo Maria Maggi, a quell'epoca segretario del senato cittadino. Intessé amichevoli relazioni con i conventuali di Sant'Ambrogio, tra cui l'abate Bartolomeo Aresi, all'epoca figura molto illustre. A dispetto di queste amicizie lamentò sempre di trovare insopportabile l'ambiente milanese, brigando per tornare a Venezia attraverso i suoi protettori di un tempo, Marco Bembo e Marco Ruzzini.
La fine del 1682 lo vide coinvolto a qualche titolo in un altro fatto di sangue (stavolta sventato), riguardante il conte bresciano Camillo Avogadro, anch'egli in bando a Milano, in particolare per gli scandalosi rapporti intrattenuti con le monache del convento di Santa Caterina. Mentre si trovava in carrozza col marchese Francesco Maria Lucini, l'Avogadro per poco non rimase ucciso in séguito all'aggressione di alcuni sicari, inviati da un Nicola Bargnani. Per motivi ignoti B. D. fu sospettato di aver fornito al Bargnani informazioni utili all'attuazione del delitto, e per questo, ai primi di aprile 1683, fu incarcerato per favoreggiamento.
Anche in questo caso B. D. fece ogni pressione sulle sue conoscenze per ottenere una conciliazione, senza tuttavia approdare a nulla: dopo essere stata avviata, l'istruttoria a novembre era ancora in corso. Alla fine B. D. risultato estraneo alle imputazioni. Appena liberato da quest'accusa, a causa dell'ostinazione dei suoi nemici, che forse arrivano persino a corrompere Giovanni Tommaso Gallarati, capitano di giustizia dello Stato di Milano, B. D. È rinviato a giudizio con l'accusa di detenzione illegale di armi da fuoco. Questa volta i suoi oppositori ebbero successo, e il poeta fu rinchiuso nel carcere di Tortona.

### La prigionia di Tortona (1684-1685)
La detenzione dura dalla primavera-estate 1684 all'autunno 1685. Nelle odi di questo periodo, di gran lunga le più ispirate, il Dotti dà fondo al proprio repertorio di frasi magniloquenti e pose eroiche a «novello Cristo» (!) perduto nel «labirinto» del carcere, visto anche come «chiusa spelonca» nella quale il poeta vive un'anticipata sepoltura, meditando la vendetta. Di fatto la sua detenzione è ben lontana dall'essere il martirio che il D. ama figurare nei suoi versi: il castellano gli si mostra benevolo, concedendogli un margine di libertà che gli permette di partecipare della vita cittadina, ricevendo le visite del canonico Antonio Maria Molo; può tenere con sé un cannocchiale, col quale osservare le bellezze cittadine. Al di fuori delle odi, il Dotti non stenta affatto a riconoscere che le sue condizioni non sono affatto così cattive, come dimostra, per esempio, una lettera dell'8 luglio 1685 all'amico Giulio Antonio Gagliardi, nella quale paragona il carcere tortonese all'isola di Armida, sostenendo che se tutte le carceri fossero tali la gente vi si potrebbe liberamente monacare.

### L'evasione e l'Oriente (1685-1689)
Ugualmente comprensibile è tuttavia il suo desiderio di libertà: quello che una notte lo spinse a evadere calandosi dalle mura e attraversando lo Scrivia a nuoto (come ricorderà in uno dei Sonetti).
Dopo un largo giro attraverso la Liguria, il territorio di Parma e quello di Mantova raggiunse nuovamente Brescia.
Nel giugno del 1686 decise di partire per l'Oriente al séguito di Pietro Bembo, designato dal Morosini provveditore straordinario di Santa Maura (l'odierna Leucade). Il suo progetto era quello di combattere contro i turchi, acquistandosi merito al cospetto della Repubblica di Venezia, e ottenendo quindi la revoca del bando che l'aveva colpito. Mentre concepiva l'idealistico progetto, fu raggiunto dalla notizia degli ultimi sviluppi della questione tra l'Avogadro e il Lucini da una parte col Bargnani dall'altra. Il tentativo da parte del Bargnani di coinvolgere anche lui nell'aggiustamento, accecandolo di furore, lo indusse ad esprimere i suoi sensi in un violentissimo Manifesto, pubblicamente arso ai primi del 1687 per volontà del Senato di Milano (ma pervenutoci).
Nonostante quanto è stato talora sostenuto, il D. a Santa Maura non combatté mai contro i turchi, benché lo desiderasse ardentemente, ma fu molto meno eroicamente preposto al catasto dei beni turchi da devolvere alle esangui casse della Repubblica, occupando il resto del tempo a scrivere versi encomiastici per i generali veneti in Levante. Veduti sfumare i sogni di guadagno e di gloria, il D. cominciò presto a rimpiangere la scelta, augurandosi di rimpatriare al più presto.

### Rientro a Venezia (1688-'89) e nuova carcerazione (1689-'90). ISonetti(1689).
Il rimpatrio fu possibile, provvisoriamente, non prima del 1688, e definitivamente nel 1689, grazie alla revoca del bando da parte del provveditore generale da mar Girolamo Cornaro.
Ma appena giunto in terraferma, il Dotti fu colpito dall'accusa di aver abusato del proprio ufficio di Santa Maura, finendo nuovamente imprigionato. La soddisfazione di veder pubblicati, almeno, i Sonetti (1689) gli fu avvelenata dalla terribile ricezione da parte dei compatrioti. Come già detto, la stampa delle Odi, prevista per l'immediato futuro, abortì, e il Dotti si sottopose a un rapido ma radicalissimo riesame della propria poetica. Non avendo scampo come barocchista, dopo il disastroso fallimento delle sue laboriose rime, decise quindi di passare alla satira, avvicindandosi gradualmente al movimento letterario dell'Arcadia.

### Riabilitazione (1690-1694). LeSatire.
Ottenne la riabilitazione davanti alla Repubblica veneta quando, in séguito alla rinuncia di Pasquino Dotti, assunse nuovamente la carica di nunzio del Territorio di Brescia. In questa veste, il Dotti fu impegnato a impiegare le proprie conoscenze influenti per sostenere i diritti del contado contro i privilegi e le prepotenze della nobiltà cittadina. La sua poesia, in questo periodo, rifletté la sua attività ufficiale, come dimostra ad esempio la satira Al signor conte Ottolino sul problema delle condotte del sale.
Il Dotti figura tra i primi affiliati dell'accademia degli Animosi fondata da Apostolo Zeno: un fatto significativo, perché l'accademia passerà in breve tempo a colonia d'Arcadia, alla quale il Dotti aderirà con il nome di Viburno Megario.
Le satire, che conobbero una circolazione esclusivamente manoscritta ma frenetica, gli diedero fama e prestigio mondano. Divenne in questi anni cavalier servente della più nota bellezza dei salotti dell'epoca, Lucrezia Basadonna Mocenigo, alla quale dedicò diverse satire.
In questi componimenti, spesso in quartine di versi brevi, in cui il Dotti si scopre versificatore di vena piuttosto facile, ben lontano dalla fastosa macchinosità delle Odi e dalla lavoratissima artificiosità dei Sonetti, sono presi di mira i costumi degenerati dell'epoca, più con acrimonia che con arguzia. L'enorme successo a cui andarono incontro non impedì al Dotti di avere ulteriori scontri con varie personalità; in un caso almeno fu fatto prendere a bastonate.
Al successo mondano fecero riscontro anche i riconoscimenti ufficiali: prima del 1694 fu nominato, ma non è certo se per meriti letterari, cavaliere e gentilhuomo d'Ungheria da parte dell'imperatore Leopoldo I. Un titolo che lo riempì d'orgoglio, in contraddizione evidente con la missione finora sostenuta di paladino degli oppressi e di fustigatore dell'aristocrazia, come i maligni non mancheranno di osservare.
Benché si sappia che gli ultimi anni, dedicati all'esercizio letterario, siano stati trascorsi dal Dotti piuttosto pacificamente, le ultime notizie certe sulla sua vita, risalenti al 1711, sono tutt'altro che positive. Durante un soggiorno a Brescia, in piazza del Navarino, subì l'aggressione di alcuni sicari. Si trattava del tentativo di vendetta del bresciano conte Mario Stella, ennesima vittima dei suoi salaci versi. L'attentato fallì, ma purtroppo per il Dotti non sarebbe stato l'ultimo.

### La morte
Il 28 gennaio 1713, a Venezia, alle 4.00 del mattino, mentre passa, diretto a casa, per calle della Madonna a sant'Angelo, il Dotti è ucciso con tre pugnalate da un misterioso aggressore.
Le indagini durano almeno un anno, senza portare a nulla: ma le personalità offese dalle sue satire erano molte. Recentemente è stata avanzata l'ipotesi, tuttavia abbastanza verosimile, che l'omicidio sia stato commissionato da qualcuno dell'entourage, forse da una delle sorelle, di Alessandro Scarlatti, all'epoca attivo nella città lagunare con opere ammirate dagli intenditori e non capite dal popolo, nonché crudelmente sbeffeggiate (in particolar modo il Mitridate Eupatore, 1707) dal Dotti in alcuni tra i suoi versi più sciatti e trascurabili, di cui sono spesso citati i seguenti:
Senza che ciò implichi, ovviamente, alcun diretto coinvolgimento del musicista nel fatto.
Che gli odii scatenati fossero tuttavia molti e vivi è dimostrato dalle molte satire messe in circolazione dopo la sua morte, espressione di compiacimento per la sua morte.
Per interessamento dei fratelli fu sepolto nella chiesa di s. Vitale.

## Opere

### Satire edite
- 1757 Satire del cavalier Dotti, Ginevra, Cramer, 1757.
- 1790 Satire del cavalier Dotti, Amsterdam, 1790.
- 1797 Satire inedite del cavalier Dotti, Ginevra, si vende in Verona presso Pietro Bisesti, 1797.
- 1807 Satire del cavalier Dotti, Ginevra, si vende in Verona presso Pietro Bisesti, 1807.

### Odi edite
Poche Odi furono stampate durante la vita del D. e negli anni seguenti:
- 1673. Oda all'Illustrissimo et Eccellentissimo Antonio Corraro podestà di Brescia per l'arrivo di Sua Eccellenza alla carica, foglio volante, Brescia. (Anche All'Eccellentissimo Signor Antonio Correr nell'ingresso di Sua Eccellenza alla Pretura di Brescia) 12 strofe abCabCcDD.
- 1674. Per li Santi dieci milla martiri crocefissi, in F. Canali, Per il glorioso martirio dei 10.000 soldati crocifissi nel monte Ararat nell'Armenia, Brescia, Rizzardi. 8 strofe aBCaBCcDD.
- 1674. All'Eccellenza del Signor Lorenzo Tiepolo per la sua partenza dalla Prefettura di Bergamo, in Antonio Lupis, La Perla, Bergamo, Figliuoli di Marc'Antonio Rossi. 14 strofe aBCaBCcDD.
- 1689. Cremuzio Cordo al Senato romano, in B. D., Delle rime di B. D. I Sonetti, &c., Venezia, s.e. 16 strofe ABbAaCC.

### Odi inedite

#### Le cosiddette "Canzoni"
- Che le continovate persecuzioni della Fortuna fortificano l'animo alla tolleranza. A Sua Eccellenza il Signor Marco Bembo. 13 strofe aBCaBCcDD.
- Che la giustizia del cielo supplisce dove manchi quella del mondo, così castigando gli scellerati come i giudizi che gli lascino impuniti. A Sua Eccellenza il Signor Girolamo Zen Cavaglier. 12 strofe ABCaBCddEE.
- Filosseno poeta, fuggito dalla prigione di Dionisio, tiranno di Siracusa. Al Signor Dottor Ippolito Foresti. 11 strofe aBCaBCcDD.
- Avendo colto abbondante ristoro delle ingiurie, veduta la morte di molti miei nemici e conservato l'onore intatto, non mi curo di vivere in sospetto d'insidie. Al Signor Conte Carlo Ruzini. 12 strofe AbbAcDcDdEE.
- Che frastornato prima dagli amori e poi dalle nemicizie, non ho atteso a trattar materie eroiche. Al Signor Giovanfrancesco Bonomi. 13 strofe aBCaBCcDD.
- A Sua Eccellenza il Signor Alessandro Savorgnan Capitano di Brescia. 19 strofe aBCcBDdEE.
- A Sua Eminenza il Signor Cardinal d'Adda per la sua gloriosa promozione. 16 strofe AbCAbCddEE.
- Che lo studio poetico riesce di sollievo al rincrescimento tedioso della prigione. Al Signor Padre Don Romano Merighi Abbate camaldolense. 18 strofe abCabCaDD.
- A Sua Eccellenza il Signor Giovan Battista Donà Savio grande. Si supplica che si proponga all'Eccellentissimo Senato un decreto in mercede alle fatiche dell'autore. aBCaBCaDD.
- A Sua Eccellenza il Signor Girolamo Pisani, Capitano di Brescia, terminando la carica. 30 strofe aBCaBCdDEE.
- In lode del tabacco da fumarsi. A Sua Eccellenza il Signor Pietro Bembo. 21 strofe aBCcBAaDD.
- Esser poco giovevole il consiglio senza l'aiuto. A Sua Eccellenza il signor Pietro Venier. 12 strofe AbCAbCcDD.
- A Sua Eccellenza il Signor Alvise Foscarini, Cavaglier, Procurator di San Marco, quando partì dalla carica di Capitano di Bergamo. 17 strofe AbbACcDD.
- Con occasione di celebrarsi il nobilissimo quarto, sontuosamente preparato per ospizio di Sue Eccellenze Madama Marianna de la Trimoglie Duchessa di Bracciano e Madama Luigia Angelica Duchessa Landi sorelle dal Signor Conte Galeazzo Trotti nel suo palazzo in Milano, si toccano le lodi de' suoi gloriosi ascendenti e di lui medesimo. 18 strofe AbCAbCDdEE.
- Per la espugnazione della piazza di Santa Maura. Al Serenissimo Principe Marcantonio Giustiniani Doge di Venezia. 15 strofe ABbAcDcDcEE.
- Preghiera a Dio Signore in tempo di persecuzioni. 12 strofe aBCaBCcDD.
- Che la vendetta divina non perde mai di vista i grandi persecutori della innocenza. Al Signor Dottor Giacopo Grandi fisico ed anatomico eccellentissimo. 13 strofe ABCcBAddEE.
- Che alcuni grandi, pronti a notar e detestar gli altrui vizi, non sanno poi né vogliono conoscere i propri. 14 strofe aBCaBCcDD.
- Al Signor Ippolito Fenaroli. 11 strofe aBCaBCaDD.
- Al Signor Appostolo Zeno per la sua storia dei poeti toscani. 13 strofe AbbAcDcDdEE.
- Per San Filippo Neri. Al Signor Canonico Don Paolo Gagliardi. 12 strofe aBCaBCcDD.
- La Fortuna. Al Signor Padre Don Bartolomeo Arese Abbate cisterciense. 15 strofe aBCaBCDdEE.
- Gli effetti della conscienza. Al Signor N. N. 14 strofe AbCAbCDdEE.
- Che tutti siamo sottoposti alle mutazioni della fortuna, e che nondimeno potiam vivere tranquillamente così nella favorevole come nella contraria. A Sua Eccellenza il Signor Giacomo Gabriel Avogador. 13 strofe aBCaBCcDD.
- La conchiglia. Nella dipartita del reggimento di Brescia dell'Eccellentissimo Signor Marco Ruzzini al Signor Giuseppe Mauro. 19 strofe aBCaBCcDD.
- A Sua Eccellenza il Signor Marco Ruzzini Procurator di San Marco nella sua promozione alla dignità. 14 strofe aBCaBCcDD.
- A Sua Eccellenza il Signor Leonardo Donato nell'ingresso alla Prefettura di Brescia. Si supplica Sua Eccellenza di aver in protezione le povere genti di quel territorio. 11 strofe aBCaBCcDD.
- Dai moti delle guerre correnti in parti lontane si presagiscono calamità generalmente alla Cristianità tutta, et in particolare all'Italia. A Sua Eccellenza il Signor Don Antonio Ottoboni. 15 strofe AbCCbAaDD.
- Nella incoronazione del Serenissimo Nicolò Sagredo Doge di Venezia. 13 strofe aBCaBCaBCcDD.
- A Sua Eccellenza il Signor Girolamo Cornaro Cavagliere, uno delli Eccellentissimi Signori Sindici Inquisitori in Terra ferma, creato Proveditore General a Palma. 12 strofe AbCAbCcDD.
- Buon Capo d'anno a Sua Eccellenza il Signor Giovan Antonio Ruzzini. 13 strofe aBCaBCcDD.
- Che le calamità non vengon sole. Alli Signori Giovan Paulo e Lucillo Barili. 16 strofe aBCaBCcDD.
- Per Sant'Andrea Corsino Vescovo di Fiesole. 12 strofe AbCBcAaDD.
- Per Sant'Andrea Corsino. 15 strofe AbCabCaDD.
- Che l'ostinazione nella rivalità è cagione di sciagure, dove per il contrario la cortesia riesce di gloria a chi la esercita. Al Signor Aurelio Bornati. 10 strofe AbCAbCaDD.
- Pasitea. Nelle nozze delli illustrissimi Signori Cesare Averoldi e Contessa Francesca Cavrioli. 15 strofe AbCAbCcDD.
- Alla Eccellenza del Signor Priamo da Legge per lo arrivo alla preffettura di Brescia. 13 strofe aBCaBCcDD.
- Persuaso a divertirmi nella relegazione con la poesia, non so essercitarla che in deplorar le mie sventure o biasimare gli altrui mancamenti. All'Illustrissimo Signor Camillo Covi. 15 strofe AbCCbAaDD.
- Che gli uomini dediti alla crapula riescono inabili agli essercizi della vita civile. Al Signor Don Cesare Bargnani. 13 strofe AbCAbCDdEE.
- Che l'ambizione sollecita gli uomini a procacciarsi le amicizie de' grandi, le quali finalmente riescono solo di danno. All'Illustrissimo Signor Giulio Gagliardi. 11 strofe AbcCbAddEE.
- In morte della Nobil Donna Signora Elena Cornara Piscopia posseditrice di vari linguaggi. 14 strofe AbCaBCddEE.
- Amor guerriero. Nelle nozze degl'Illustrissimi Signori Conte Girolamo Negroboni e Francesca Castelli. Sopravvive 1 strofa, la prima, abCabCcDeeDfF. Nel ms. seguono 15 pagine lasciate bianche, che almeno in parte dovevano ospitare il resto dell'ode, mai finita di copiare.

#### Odi tetrastiche
- Il carnovale di Milano, in cui era vietato ai mascherati l'accostarsi alle carrozze. Al Signor Don Girolamo Talenti Fiorenza Marchese della Fuente. 28 quartine di endecasillabi.
- La quadragesima. Alla Signora Suor Claudia Teresa Visconti, religiosissima monaca. 22 quartine di endecasillabi.
- Con l'occasione del nuovo anno augurato felice al Nobil Uomo Signor Lazaro Ferro, insinuandogli qualche divertimento dalle occupazioni del foro, gli si propone la solitudine descrivendogli quella dei Padri Camaldolensi puoco lungi da Venezia. 38 quartine di endecasillabi.
- A Sua Eccellenza il Signor Vincenzo Vendramin mentre si trovava Proveditor Estraordinario alla Suda. 32 quartine di endecasillabi.
- Al Signor Flaminio Lampugnani per l'opra sua delle "Pazzie del lusso". 21 quartine di endecasillabi.
- Si confessa inclinato alla poesia ma nemico dell'adulazioni moderne. Al Signor Andrea Bachis. 17 quartine di endecasillabi.

#### Terzine
- Per il matrimonio della Nobil Donna Procuratessa Mocenigo. 70 versi.

#### Ottave
- Ad Iddio Signore ed alla Beata Vergine per essersi riavuto da pericolosissima malattia di febbre maligna. 22 ottave.